# Мирко Баришић
Мирко Баришић (хрв. Mirko Barišić) (Левањска Варош, 5. новембар 1936) је познати хрватски бизнисмен и бивши председник ГНК Динама Загреб.

## Биографија
Мирко Баришић рођен је 5. новембра 1936. у Левањској Вароши. Дипломирао на Технолошком факултету Универзитета у Загребу 1961. Био је директор Творнице батерија и расвјетних тијела Кроатиа у Загребу (1961–1974).
Затим директор твртке Комбицк ГмбХ у Франкфурту (1974–1987) и Емона Коммерце у Загребу (1988–1990). Од 1990. директор твртке Сиеменс д. о. о. у Загребу. Председник ГНК Динамо Загреб постаје 9. априла 2000. 
Резултатски најуспјешније раздобље у клупској повијести, стабилност на организацијском, пословно финанцијском и спортском плану, низ од 15 наслова првака у задњих 16 година и 14 пласмана у групну фазу Уефиних натјецања у задњих 15 сезона уз незаборавно четвртфинале Европа лиге и још два уласка у прољетни дио еуропских натјецања. То је Динамов сажетак у актуалном мандату предсједника Мирка Баришића који је 9. априла 2022, заокружио 22 године на челу клуба.
Уз наведене успјехе треба додати и опус из раније фазе. Укупно је у Баришићеву мандату, који је почео на Скупштини 9. априла 2000. године ГНК Динамо освојио 17 наслова првака, 12 националних купова, 6 Суперкупова и 15 пласмана у групну фазу Уефиних надметања.